# Charmosyna stellae
Charmosyna stellae (лорікет довгохвостий) — вид папугоподібних птахів родини Psittaculidae. Ендемік Нової Гвінеї. Раніше вважався конспецифічним з папуанським лорікетом.

## Підвиди
Виділяють три підвидів:

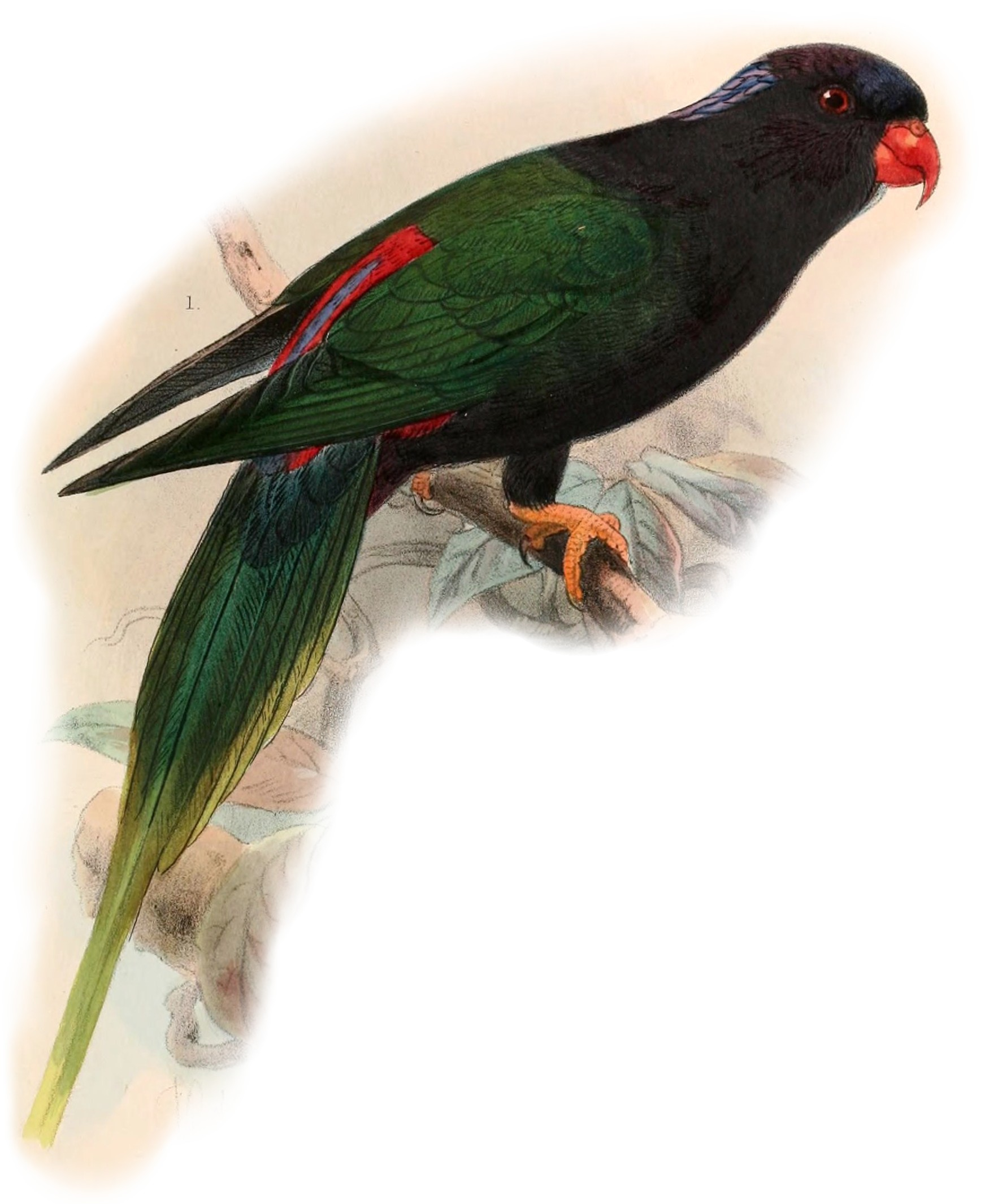
Довгохвостий лорікет чорної морфи (підвид C. s. stellae)

- C. s. goliathina Rothschild & Hartert, EJO, 1911 — захід і центр Нової Гвінеї (від гір Вейланд до Східного Гайлендса ;
- C. s. wahnesi Rothschild, 1906 — гори Сарувагед[en] на півострові Гуон і гори Адельберт[en] в провінції Маданг;
- C. s. stellae Meyer, AB, 1886 — гори на південному сході Нової Гвінеї (від гір Герцога[en] до хребта Овен-Стенлі).

## Поширення і екологія
Довгохвості лорікети живуть у вологих гірських тропічних лісах. Зустрічаються парами або невеликими зграйками, на висоті від 1500 до 3500 м над рівнем моря. Живляться нектаром,  пилком, квітками, плодами і дрібним насінням, іноді також комахами та їх личинками. Гніздяться в дуплах дерев, в кладці 2 яйця, іноді 1 яйце. Інкубаційний період триває 28 днів, пташенята покидають гніздо через 56-64 дні після вилуплення.